# Aude Lancelin
Pour les articles homonymes, voir Lancelin (homonymie).
Aude Lancelin, née le 7 juin 1973 à Tours, est une journaliste française. Elle est la fondatrice du média QG.
Elle collabore notamment à l'hebdomadaire Marianne de 2011 à 2014 en tant que directrice adjointe de la rédaction, avant d'exercer les mêmes fonctions au Nouvel Obs de 2014 à 2016. Elle reçoit en 2016 le prix Renaudot de l'essai pour son livre Le Monde libre. Entre 2018 et 2019, elle est directrice de la rédaction du Média. Elle crée le site internet QG média en 2019.

## Biographie
Fille d'un inspecteur de l'éducation nationale, elle naît le 7 juin 1973. Élève du lycée Henri-IV en classes préparatoires littéraires, elle obtient ensuite une maîtrise de philosophie à l'université Sorbonne-Paris IV . Elle est agrégée de philosophie en 1996.
Elle enseigne dans un établissement classé zone d'éducation prioritaire de l'Essonne, puis entre au master Médias de l'École supérieure de commerce de Paris (ESCP Europe).

### Carrière de journaliste
(décembre 2024).

#### 2000:Le Nouvel Observateur
En 2000, elle est engagée par Le Nouvel Observateur pour couvrir les domaines de la culture, des idées et de la critique littéraire. Elle réalise pour l'hebdomadaire des entretiens avec des philosophes contemporains : Alain Badiou, Jean Baudrillard, Jean-Claude Michéa, Peter Sloterdijk, Jacques Rancière et Slavoj Žižek.
Dans le même temps, elle collabore aux émissions télévisées : Culture et Dépendances sur France 3 et Postface sur I-télé, Canal+. 
En 2008, elle publie avec la journaliste Marie Lemonnier : Les Philosophes et l'amour - de Socrate à Simone de Beauvoir.
Elle relève, en 2010, que Bernard-Henri Lévy cite naïvement - elle parle d'« autorité du cuistre » - un auteur imaginaire, Jean-Baptiste Botul, dans son ouvrage alors à paraître, ce qui provoque une vague de réactions amusées ou consternées.

#### 2011:Marianne
En août 2011, elle rejoint Marianne comme directrice adjointe de la rédaction, responsable des pages « Culture » et « Idées ».

#### 2014:Le Nouvel Observateur
En 2014, après la nomination de Matthieu Croissandeau à la direction de la rédaction, elle revient à L'Obs. Mais, directrice adjointe de la rédaction, elle est licenciée sans avertissement par celui-ci en mai 2016. Cette décision, imposée, selon Mediapart, par les actionnaires, en l’occurrence Claude Perdriel et Xavier Niel, est présentée comme un choix managérial, une simple « réorganisation interne » pour « des raisons d'efficacité ». Mais une partie de la presse y voit des motivations politiques. Claude Perdriel a en effet ouvertement reproché à Aude Lancelin d'avoir publié dans les pages « Débats » de L'Obs des textes « anti-démocratiques » contredisant l'« inspiration sociale-démocrate » du périodique et d'avoir donné la parole au mouvement Nuit debout, ce qui ne correspond pas selon lui à « la ligne du journal. ». Interviewée par Jean-Jacques Bourdin sur RMC, elle déclare que la décision de son licenciement viendrait de l'Élysée, le président Hollande s’étant plaint auprès des actionnaires. 
Elle publie : Le Monde libre dans lequel elle raconte « la dérive du système médiatique français »,. Cet ouvrage lui vaut le prix Renaudot de l'essai 2016. 
Le 17 octobre 2017, son avocat, William Bourdon, plaide devant le tribunal des prud’hommes de Paris l’annulation de son licenciement survenu « sans cause réelle et sérieuse ». Le 8 décembre 2017, L'Obs est condamné pour licenciement abusif à lui verser 90 000 euros.
À partir de juin 2016, elle anime l'émission "La Guerre des idées" sur le site Là-bas si j'y suis,. Début 2017, elle entame une collaboration avec la rédaction du périodique Le 1. 

#### 2017: Le Média
Le 10 décembre 2017, Le Média, idéologiquement proche de La France insoumise, annonce l'arrivée d'Aude Lancelin. Puis, après la démission de Sophia Chikirou début juillet 2018, Aude Lancelin est nommée à la tête du Média. 
Mais, le 9 avril 2019, elle annonce sur Twitter sa démission de la présidence du Média, invoquant « une coalition [qui] a pour but avoué de renverser l'actuelle direction ». Théophile Kouamouo, seul journaliste à faire partie de la coalition, affirme que la saison 2 de la webtélé démarrée en septembre 2018 « est une belle réussite en termes d’audience ; et, cette réussite, on la doit en grande partie à Aude dont les choix de directrice de la publication ont été judicieux ». Mais le problème se situe au niveau humain. Certains membres du Média estiment impossible de « contester la ligne éditoriale fixée » par Aude Lancelin et lui reprochent son « autoritarisme ». En juin 2019, Aude Lancelin annonce sur Twitter avoir été licenciée du Média avec une « violence barbare ». Certains salariés du Média sortent de leur silence face à ce qu'ils estiment être un « travestissement de la réalité » et témoignent du management « violent » et « humiliant » d'Aude Lancelin du fait du caractère pathogène des relations inter-professionnelles survenues après l’éviction du journaliste et syndicaliste Julien Brygo,.
Le 18 décembre 2024, la Cour d'appel de Paris condamne Le Média TV pour le licenciement abusif d’Aude Lancelin. Déclarant "illicite" le motif de son licenciement, estimant qu'il viole la liberté fondamentale d'expression, celui-ci est même "annulé" par la cour, événement rare. À ce titre, Le Média est condamné à verser à la journaliste plus de 60.000 euros de dommages et intérêts.

### 2019: Création du média QG
Le 18 juin 2019, Aude Lancelin lance QG, une nouvelle web-tv concurrente du Média qui se veut proche des Gilets jaunes. QG fonctionne sans publicité ni actionnaire et se finance par des dons et des contenus semi-payants,. Pour financer la création du média la journaliste lance une collecte de fonds en août 2019 sur la plateforme KissKissBankBank. Elle collecte 104 445 euros auprès de 1 790 donateurs.
Aude Lancelin publie, en septembre 2020, une fresque sociale : La Fièvre, inspirée par le mouvement des gilets jaunes et l'histoire d'un jeune homme qui s'est suicidé après avoir été condamné pour un pavé lancé.
En 2022, le média QG dénonce une censure » de la part de YouTube. Reporterre mentionne que Aude Lancelin parle d'un « bannissement fantôme » équivalent à une forme d'invisibilisation: « les algorithmes de YouTube rendent peu visibles aux internautes les sujets présentés par le média » QG. L'audience des vidéos de QG n'a par contre pas chuté, mais Reporterre n'a pas eu de réponse à sa demande d'interview avec YouTube.

### Vie privée
Aude Lancelin a été mariée à Gilles Haéri, devenu PDG des éditions Albin Michel, avec qui elle a eu un fils, ainsi que le relate en 2018 le quotidien Le Monde.
Puis elle a été en 2015 la compagne de Frédéric Lordon, économiste de gauche, ce qui, selon Le Figaro et d'autres médias, aurait été l'une des causes de son éviction de L'Obs,,.

## Prises de position
Après son licenciement de L'Obs en mai 2016 (pour lequel le journal sera par la suite condamné aux Prud'hommes), Aude Lancelin dénonce dans son livre Le Monde libre une collusion entre médias et politiques. Invitée chez Jean-Jacques Bourdin, elle accuse le président François Hollande de s'« occuper » de la carrière des journalistes, et, au-delà de cet interventionnisme politique, veut alerter sur la situation des médias français : « les puissances d'argent n'ont jamais été aussi présentes qu'en ce moment. L'ensemble des médias sont sous la coupe du CAC 40. La situation dans les médias est inquiétante ». Selon elle, le fait que des actionnaires « géants » tels que Patrick Drahi ou Xavier Niel investissent dans la presse jusqu'à détenir « la plus grande holding de presse française » est « un séisme démocratique ». Dans l'un de ses articles, Arrêt sur Images pose la question suivante : pourquoi Drahi et Niel « investissent-ils dans la presse, alors même que depuis des années, le secteur peine à être rentable ? », une question à laquelle Aude Lancelin répond : « ces gens ont des intérêts vitaux à acquérir des moyens d'influence, des moyens de respectabilisation. »
Elle vote Jean-Luc Mélenchon lors du premier tour de l'élection présidentielle de 2017. En 2017, Aude Lancelin et le blogueur Olivier Berruyer, intervenants à la conférence « Faut-il dégager les médias ? » organisée par La France insoumise, évoquent leurs expériences personnelles pour dénoncer ce qu’ils considèrent comme une dérive « maccarthyste » des médias « mainstream » à l’égard des idées « alter système ».
Le chapeau d'un article paru dans Le Parisien en 2018, la qualifie de « pasionaria de la gauche radicale », au moment où elle dirige Le Média.
Le 12 mai 2021, la Cour d'appel de Paris « reconduit entièrement le jugement des prud'hommes » qui avait déjà condamné L'Obs en première instance en décembre 2017. L'hebdomadaire doit verser 90 000 euros d'indemnités à son ex-directrice adjointe, Aude Lancelin, pour licenciement abusif « sans cause réelle et sérieuse ».

## Critique
Elle reçoit une lettre ouverte virulente de Jean Daniel dans L'Obs en 2016.
En 2024, Conspiracy Watch examine sa trajectoire qui, depuis ses premières prises de position sur le contrôle des médias par le gouvernement en 2016 dans son essai Le monde libre, l'amène à devenir un « soutien des complotistes », mentionnant sa proximité avec des personnalités ou des médias connus pour diffuser de fausses informations : l'embauche de Maxime Nicolle dans l'équipe de son média le QG en 2019, sa collaboration avec le site FranceSoir, Didier Raoult et son soutien Laurent Mucchielli durant la pandémie de Covid-19, ses interventions régulières dans le média Omerta, les interviews de Jacques Baud ou Caroline Galactéros, ancienne conseillère d'Éric Zemmour, sur la guerre en Ukraine, le relai du propagandiste d’extrême droite Tucker Carlson. Selon Conspiracy Watch, ses « obsessions » pour « l’influence des États-Unis sur la France, le Covid et son vaccin, l’État d’Israël et [...] le traitement médiatique réservé à la Russie » l'amènent à « défendre, soutenir et même collaborer avec l’extrême-droite ».

## Publications
- « Histoire d'une réhabilitation », dans Olivier Tinland (dir.), Nietzsche penseur du chaos moderne, Paris, Scali, 2007  (ISBN 978-2-35012-113-0)[43]
- « Le déclinisme », dans Jérôme Garcin (dir.), Nouvelles Mythologies, Paris, le Seuil, 2007  (ISBN 978-2-02-096233-9)[44]
- Les Philosophes et l'Amour : aimer de Socrate à Simone de Beauvoir, avec Marie Lemonnier, Paris, Plon, 2008  (ISBN 978-2-259-20622-8)[45]
- L'Explication : conversation avec Aude Lancelin, avec Alain Badiou et Alain Finkielkraut, Paris, Lignes, 2010  (ISBN 978-2-35526-052-0)[46]
- Le Monde libre, Paris, Les Liens qui libèrent, 2016  (ISBN 979-10-209-0460-7)[47], paru en format poche en 2017 chez J'ai luPrix Renaudot de l'essai 2016.
- Éloge de la politique, avec Alain Badiou, Paris, Flammarion, 2017  (ISBN 978-2-08-135248-3)[48]
- La Pensée en otage. S'armer intellectuellement contre les médias dominants, Les Liens qui libèrent, Paris, 2018, 110 p.  (ISBN 979-10-209-0603-8)[49]
- La Fièvre, Les Liens qui libèrent, Paris, 2020.  (ISBN 979-10-209-0872-8)[50]